# Суверенна європейська Україна
«Сувере́нна європе́йська Украї́на» — депутатська група у Верховній Раді України 7-го скликання. Уповноважені представники групи: Ігор Єремеєв, Ярослав Москаленко, Олесь Доній. Ця група в себе включала 36 депутатів, більшість з яких були членами Партії Регіонів.

## Історія
Створена 27 лютого 2014 року. Створена для можливості утворення першого уряду Арсенія Яценюка.
Депутатська група проіснувала до  27 листопада 2014 року.

## Склад групи
1. Баграєв Микола Георгійович
2. Бадаєв Руслан Геннадійович
3. Благодир Юрій Анатолійович
4. Бондар Віктор Васильович
5. Бушко Іван Іванович
6. Ващук Катерина Тимофіївна
7. Гайдош Іштван Ференцович
8. Джига Микола Васильович
9. Доній Олександр Сергійович
10. Дудка Володимир Володимирович
11. Єремеєв Ігор Миронович
12. Жеребнюк Віктор Миколайович
13. Зарубінський Олег Олександрович
14. Зубик Володимир Володимирович
15. Івахів Степан Петрович
16. Кацуба Сергій Володимирович
17. Кацуба Володимир Михайлович
18. Ковач Василь Ілліч
19. Лабазюк Сергій Петрович
20. Ланьо Михайло Іванович
21. Литвин Володимир Михайлович
22. Мартиняк Сергій Васильович
23. Мельничук Лариса Юріївна
24. Молоток Ігор Федорович
25. Москаленко Ярослав Миколайович
26. Мошенський Валерій Захарович
27. Онищенко Олександр Романович — вийшов зі складу групи 28 лютого 2014[3]
28. Пилипишин Віктор Петрович
29. Поплавський Михайло Михайлович
30. Развадовський Віктор Йосипович
31. Сергієнко Леонід Григорович
32. Сорока Микола Петрович
33. Тимошенко Віктор Анатолійович
34. Фурсін Іван Геннадійович
35. Хмельницький Василь Іванович
36. Шаповалов Юрій Анатолійович
37. Шаров Ігор Федорович

## Цікаві факти
25 вересня 2014 року активісти-евромайданівці вчинили напад на депутата Віктора Пилипишина, провівши так звану "народну" люстрацію. Активісти схопили його на одній з центральних вулиць, облили фарбою і запхали в смітник.